# Ка Нове де Бјаци (Кремона)
Ка Нове де Бјаци је насеље у Италији у округу Кремона, региону Ломбардија.
Према процени из 2011. у насељу је живело 78 становника. Насеље се налази на надморској висини од 33 м.